# ハートの国のアリス〜Wonderful Wonder World〜
『ハートの国のアリス〜Wonderful Wonder World〜』（ハートのくにのアリス ワンダフルワンダーワールド）は、2007年2月14日にQuinRoseから発売されたパソコン用女性向け恋愛アドベンチャーゲームで、不思議の国のアリスをモチーフとしたシリーズ第一作目。
本項目ではシリーズの全体に加え、ハートのリメイク版である『アニバーサリーの国のアリス〜Wonderful Wonder World〜』（アニバーサリーのくにのアリス ワンダフルワンダーワールド）、全体のファンディスクの『おもちゃ箱の国のアリス〜Wonderful Wonder World〜』（おもちゃばこのくにのアリス ワンダフルワンダーワールド）、ハート限定ファンディスクの『ハートの国のアリス〜Wonderful Twin World〜』（ハートのくにのアリス ワンダフルツインワールド）の詳細についても扱う。

## 概要
当初はこれまでのQuinRose作品とは別レーベル「QuinRose UnderGarden」制作の作品として発売されたが、スタッフはQuinRoseと共通。QuinRose初のシミュレーション要素やRPG要素のない、ノベル形式アドベンチャーゲームであり、同社一の看板長寿作品となった。シナリオは五月攻。原画はひめりんごであったが、『新装版』と『ツイン』は『ダイヤの国のアリス』から原画担当を交代した藤丸豆ノ介。ハートはプロトタイプよりPS2とPSP、ボリュームアップ版である『アニバーサリーの国のアリス』、またそのPSP移植時にタイトルを改めた『ハートの国のアリス〜アニバーサリーVer.〜』など、移植やリメイク版の発売がシリーズ中でも同社作品内でも最多であることが看板作品たる所以である。
PC版では推奨動作環境のバグ問題でユーザーから多くの問い合わせを受け、公式サイトでパッチが提供されている。が、このパッチで修正してもスチルコンプ不可・パソコン停止などのバグが一部に残り、完成されたパッチの公開・配布に至ることのないままQuinRose社そのものが2015年に突如倒産する。
しかし2019年にオトメイト社より、新ブランド「QuinRose reborn」の立ち上げが発表。『ダイヤ』続編に当たる『スペードの国のアリス〜Wonderful White World〜』（スペードのくにのアリス ワンダフルホワイトワールド）として、Nintendo Switchにてハードも新たに発売された。

## シリーズ作品一覧
最新作を除く、これまでの全作はサブタイトルが〜Wonderful Wonder World〜で統一されていたため、本項目では記載を省略。サブタイトルが違うもののみ、その都度記載する。
ハートの国のアリス
アリスシリーズの1作目。ハートのボリュームアップ版であるアニバーサリーの国のアリスは、PSPでの発売時からタイトルを改めている。新装版では更にアニバーサリーをボリュームアップし、全てのイラストを藤丸豆ノ介により一新。また、副題に〜Wonderful Twin World〜と付けられたツインはハート限定のファンディスク。
- PC　2007年2月14日発売
- PS2　2008年9月18日発売　販売元:プロトタイプ
- PSP　2009年7月30日発売　販売元:プロトタイプ
- アニバーサリーの国のアリス　PC　2010年3月14日発売
- ハートの国のアリス〜アニバーサリーVer.〜　PSP　2011年7月28日発売
- 新装版ハートの国のアリス　PSP　2013年10月31日発売
  - iOS　2014年3月13日配信開始
  - PS Vita　2014年4月ダウンロード対応開始
  - Android　2014年5月2日配信開始

- ハートの国のアリス〜Wonderful Twin World〜　PSP　2014年5月29日発売
  - PS Vita　対応予定

クローバーの国のアリス
シリーズ2作目。前作『ハート』で来訪した世界に残った主人公が、日々を過ごしていた所から始まる『ハート』の続編。
- PC　2007年12月25日発売
- PS2　2010年4月15日発売　販売元:プロトタイプ
- PSP　2011年3月31日発売
- 新装版クローバーの国のアリス　PSP　2014年12月18日発売

ジョーカーの国のアリス
シリーズ3作目。主人公が『ハート』で残った世界にて、『クローバー』の引っ越しを経験した後からスタートする『クローバー』の続編。以降の作品全てに影響を与えているものの、一部ファンブックでは“パロディディスク”と解説されている。
- PC　2009年10月31日発売
- PSP　2011年10月27日発売

ダイヤの国のアリス
シリーズ4作目。『ハート』、『クローバー』、『ジョーカー』を経た主人公が、これまでとは少し違うこの世界の“過去”の時間軸―“ifの世界”である新天地―“ダイヤの国”へ飛ばされてしまう、『ジョーカー』の続編。本作より原画が藤丸豆ノ介となり、以降発売の全ソフトがこれに倣う。本シリーズとしては初めて副題に変更が加えられた〜Wonderful Mirror World〜（ミラー）は、ダイヤと同じ国・設定を舞台にしながらも細部に違いが見られる別バージョン。
- PSP　2012年12月20日発売
- PS Vita　2014年5月22日対応開始
- ダイヤの国のアリス〜Wonderful Mirror World〜　PSP　2013年7月25日発売
  - PS Vita 2014年6月19日対応予定

スペードの国のアリス
シリーズ5作目。『ハート』、『クローバー』、『ジョーカー』『ダイヤ』を経た主人公が、更なる新天地―“スペードの国”へ飛ばされてしまう『ダイヤ』の続編。本作より発売は「QuinRose reborn」からとなり、本作と攻略対象キャラが交代する別バージョン〜Wonderful Black World〜の発売予定も報じられている。
- Switch　2021年9月1日発売→一度延期となり、9月30日発売

おもちゃ箱の国のアリス
ハートからジョーカーまでのキャラクターを総動員したファンディスク。
- PSP　2011年12月22日発売

| 主人公の時間（過去→未来） | 主人公の時間（過去→未来）        | 主人公の時間（過去→未来） | 主人公の時間（過去→未来） | 主人公の時間（過去→未来） | 主人公の時間（過去→未来） |
| ------------------------- | -------------------------------- | ------------------------- | ------------------------- | ------------------------- | ------------------------- |
| 各時間軸                  | ハート （新装版） アニバーサリー | クローバー （新装版）     | ジョーカー                | ダイヤ                    | スペード                  |
| 各時間軸                  | ハート （新装版） アニバーサリー | クローバー （新装版）     | ジョーカー                | ミラー                    | スペード                  |
| 各時間軸                  | ハート （新装版） アニバーサリー | ツイン                    |                           |                           |                           |
| 各時間軸                  | おもちゃ箱                       |                           |                           |                           |                           |

## ストーリー
自宅の庭で昼寝をしていた主人公は、二本足で走る“白ウサギ”―ペーター・ホワイトによって、不思議な世界に連れ去られてしまう。辿り着いたのは住人全てが何かしらの武器を携帯し、銃撃戦が日常茶飯事というメルヘンなようでメルヘンではない世界―“ハートの国”。白ウサギから無理矢理に“ハートの小瓶”の中の謎の薬を飲まされ、元の世界に帰れなくなった主人公は「この世界は夢だから、覚めるまで楽しめばいい」と開き直り、行動を開始する。

### アニバーサリー
基本的な流れや舞台などは、『ハート』と同設定。但しプレイヤーが冒頭で選んだ滞在地の所属キャラクターとしか主人公が恋愛は出来なかった『ハート』に対し、『アニバーサリー』と『新装版』では途中から滞在地外のキャラクターを選び友情以上に関係を発展させることが可能となり、滞在地が同じだった時とはまた別の恋愛関係が展開するという“非滞在ルート”が各キャラクターに大体3つずつ作られ、大幅な追加要素となった。

### ツイン
『クローバー』とはまた別、恋人になったキャラクターとのその後を描いたハート限定のファンディスク。開始時には既に主な住人とは友人関係となっている。しかし、なぜか帽子屋屋敷には見覚えのない門番―“ハンプティ”と“ダンプディ”がおり、本人達は勿論として主人公以外の住人は誰1人違和感を持ってはいないという。そんなある日、主人公は住人達全てを少しずつ狂わせる“嵐”が間もなく到来すると知らされる。

### おもちゃ箱
本作と同社の別作品―『魔法使いとご主人様』の2つの世界観の設定で、各キャラのシナリオを楽しめるファンディスク。本作のアナザーストーリー―原作バージョンではジョーカーの国で暮らす主人公が、ある理由から突然滞在地を長期離れ、仮滞在地から恋人であるキャラクターと接することになるという番外編。もう一方―学園バージョンでは、『魔法使いとご主人様』の舞台―“シンフォニア高位魔法学校”の世界に『ジョーカー』までの登場キャラクターを置き換えて展開する、パロディ作品。

## 登場人物
一部キャラクターの詳細は、初出のクローバーの国のアリスとダイヤの国のアリスを参照。
アリス＝リデル (Alice Liddell)
声 - 釘宮理恵（劇場版アニメ・一部ドラマCDのみ）
年齢：特殊なので設定せず / 血液型：A型 / 身長：160cm前後
主人公。名前は変更可能。
勝気なしっかり者で行動力もあるが、卑屈なリアリスト。元の世界では中流の裕福な育ちながら、家庭を顧みなくなった学術関係者の父・実姉―ロリーナ（その他の項目参照）・白い飼い猫―ダイナと同居する自宅から公立校に通っていたという、一風変わった少女。放課後は友人の紹介である出版社でバイトしていたこともあり、異世界でも率先して職を求める働き者。母の死後、妹―イーディス（その他の項目参照）共々ロリーナを慕っていた一方で、恋人だった初恋相手の家庭教師にロリーナへの心変わりが元で振られ、ロリーナは教師を一顧だにしなかったという過去から、ロリーナを完璧視して複雑なコンプレックスを抱えている。ピアノやチェスの嗜みもあるが、主な趣味は読書で推理モノなどやや俗っぽいジャンルの小説が好み、恋愛モノや詩集は苦手。
元恋人との経緯から恋愛には臆病になっているが、「さりげなくないレベル」の面食いであることを自称しており、ペーターが美形であることは認めている。また、本音では父親からの愛情を渇望しているからか大人の男性に弱い。
背を覆う長いストレートヘアに、ハートが1つ付いた大きめのリボン。普段着用している青と白のエプロンドレスは、姉の好みに合わせた服装なので嫌いではないものの、シンプルが好みな自身のものとは異なっている。
『おもちゃ箱』の学園バージョンでは一転、幼いころの母との死別や家族構成に変わりはないものの、家族仲は至って円満。悩みといえば、義務教育の終了を間近に控えながら未だ定まっていない進学先であった。が、久々に突如襲来した幼馴染みのストーカー―ペーター＝ホワイトにより、雲上の名門校―“シンフォニア高位魔法学校”入学の切符をもたらされる。限りなく黒に近い手配だと知りつつも、全寮制に否定的だったロリーナの説得に充分な一流校であったことから遂に入学を決意し、シンフォニアでの生活を始める。

### 主な役持ち
この世界において、顔がハッキリと誰にでも見え、高い戦闘力や身体能力・特殊技能を持つ、数少ない特権階級のキャラクター。皆フルネームとは別に通り名か、それに変わる役職名を持つ（詳しくは作中用語の項目参照）。また、『おもちゃ箱』の学園バージョンではキャラクターが本編で愛用している武器はほぼ全て、杖に代わって魔法使用を助けるマジックアイテムの1つ―魔法媒体であり、特に銃器は引き金を引くだけで呪文の詠唱なく魔法を撃ち出せる改造品とされている。
ブラッド＝デュプレ (Blood Dupre)
声 - 小西克幸
年齢：26〜29歳（便宜上） / 血液型：B型（便宜上） / 身長：185〜190cm
登場作品：ハート＆アニバーサリー＆新装版＆ツイン、クローバー＆新装版、ジョーカー、おもちゃ箱、ダイヤ＆ミラー、スペード、劇場版
広大な領地を有するマフィア―“帽子屋”ファミリー（領土の項目参照）のボス。主人公の元恋人である家庭教師そっくりの容姿と声だが、内面はセクハラ内容の多いややオヤジな発言が目立つ、冷静沈着な策士と大違い。女性人気は高いが非常に気紛れで我儘な様子は、希少な読書家仲間の主人公には「お嬢様みたい」と評されている。退屈と面倒、そして腹心の“三月ウサギ”―エリオットからの強要で「オレンジ色の食物」―にんじんやそれを使った料理が、視界にすら入れたくない程に大嫌い。赤薔薇と紅茶をこよなく愛し、夜のお茶会が趣味。“ハートの女王”―ビバルディの実弟であることは極秘事項なため、姉とは帽子屋屋敷の薔薇園でのみの密会。
肩まで無造作に伸ばされた黒髪に、碧の瞳。薔薇とトランプマークと値札で、奇抜かつ派手に飾られた帽子がトレードマーク。帽子を外すと若く見える。急場には瞬時に薔薇付きのマシンガンへと変化するステッキを、常に持ち歩いている。
『おもちゃ箱』の学園バージョンでは、シンフォニアの不良のほとんどが集まるとされる寮―“帽子屋寮”の“寮長”を務める学生。結束堅い帽子屋寮の、絶対のルールとして君臨するカリスマ。しかしならず者のトップを自称してはいるが、どこか貴族的な整った顔立ちをしている。
エリオット＝マーチ (Elliot March)
声 - 最上嗣生
年齢：23〜26歳（便宜上） / 血液型：A型（便宜上） / 身長：195〜200cm
登場作品：ハート＆アニバーサリー＆新装版＆ツイン、クローバー＆新装版、ジョーカー、おもちゃ箱、ダイヤ＆ミラー、スペード、劇場版
“三月ウサギ”の通り名を持つ、帽子屋ファミリーのNo.2。大罪人として“監獄”（作中用語の項目参照）に投獄されていた所を脱獄させたブラッドを盲目的に敬愛し、絶対服従を誓っている。その短気さから、考える前にまず銃を撃つという、自他共に認める危険な短絡思考の主。だが仲間や一度気に入った者には無類の好意を示す素直な性格で面倒見も良いため、周囲からは双子の門番―ディーとダムの上司でありながら、保護者扱いされている。食事は常に大好きなにんじん料理やにんじん菓子のみで、にんじんスティックも大好物なのににんじんそのものは嫌いと宣っている。
逞しい体格で、常にベルトに挟んだ愛用の銃は、フリントロック式。紫掛かった青い瞳に、肩まで波打つオレンジ掛かった金髪からは立派な黄茶のウサギ耳が生えているものの、ウサギであることは完全否定で“ブラッドの犬”を自称している。ウサギ耳の手触りの抜群さや性格の健気さから、主人公に虐げられることが稀にある。一部作品ではウサギの姿を見かけることもある。
『おもちゃ箱』の学園バージョンでは、帽子屋寮の“副寮長”を務める学生。本編同様に懐刀としてブラッドに心酔しており、多くの寮長業務からルール違反者への制裁などの荒事まで、嬉々として代行している。
トゥイードル＝ディー、トゥイードル＝ダム (Tweedle Dee,Tweedle Dum)
声 - 福山潤（2役）、八代拓（スペード - ディー）、天﨑滉平（スペード - ダム）
年齢：13〜16歳（便宜上） / 血液型：AB型（便宜上） / 身長：155〜160cm
登場作品：ハート＆アニバーサリー＆新装版、クローバー＆新装版、ジョーカー、おもちゃ箱、ダイヤ＆ミラー、スペード、劇場版
“血まみれの双子（ブラッディ・ツインズ）”の二つ名を持つ、“帽子屋屋敷”（領土の項目参照）の雇われ門番達。子供特有の無邪気さと、相手を傷つけることに喜びを見出す残忍な性質を持ち、猟奇的な所業を遊びとして好む。そのため、身長より大きなトランプマーク付きの愛用の斧（二人で色違いの短銃にも変化）以外にも多数の刃物を屋敷内の自室にコレクションしており、その点でチェシャ猫―ボリスとは気が合い、領地を超えた遊び仲間。年上の主人公を「お姉さん」と呼んで慕い、暇さえあれば子供であることを盾に甘え、遊んで欲しがる。クローバーの国以降は時折大人の姿にも。
青い服と瞳で休暇にこだわり、ハキハキ喋るのがディー。ピンクがかった赤い服と瞳でお金にこだわり、のんびりとした口調なのがダム。時折カラーコンタクトで目の色まで変える“とりかえっこ”で人をからかえるよう、髪型や色違いの服などをわざとお揃いにしていたりするため、見破るのは至難の業。当人達も、主に「双子」と呼ばれるなどの一緒くたの扱いこそ2人が同等の証だとして、敢えて見分けられないよう努めている模様。背の低さを気にしており、長身のエリオットを上司にも関わらず「馬鹿・ひよこウサギ」と罵る。
『おもちゃ箱』の学園バージョンでは、帽子屋寮の警備を務める双子。年齢的には年下に当たるため主人公は可愛がってはいるが、入学順から学年では上級生に当たる。“ツインズ”の通称でエリオットとの追い掛けっこ中の破壊行為や、ボリスとの箒レースによる校内暴走などでも有名な悪戯好きの問題児コンビ。しかし青年の姿への変身魔法を難なく成し遂げてしまう、天才児でもある。
ビバルディ (Vivaldi)
声 - 甲斐田裕子
年齢：29〜32歳（便宜上） / 血液型：B型（便宜上） / 身長：165〜170cm
登場作品：ハート＆アニバーサリー＆新装版＆ツイン、クローバー＆新装版、ジョーカー、おもちゃ箱、劇場版
“ハートの城”（領土の項目参照）の艶やかな“ハートの女王”で、ハートの国では“ゲーム”の“主催者”（作中用語の項目参照）でもある美女。“ハートの王”―キング（その他の項目参照）も健在ではあるものの、城における実権はほぼビバルディが握っている。斬首刑好きで気分屋、傍若無人でヒステリックな性格。お気に入りの主人公には寛容に接し、女友達や玩具と遊ぶ少女のような幼気さで好いてくれる。可愛いぬいぐるみ集めの趣味や自室を知るのは、極一部の者のみ。幼くして役持ちとなり城へ上がった為、ブラッドが実弟であることを知る者はほぼ皆無ながら、大の紅茶派で、他の花は認めない程に赤い薔薇の生花を好むのは同じ。そのため、自身の香水や風呂でも薔薇を愛用し、大好きな赤に染まる夕方以外の時間帯は機嫌が悪い。
少女の頃は役なしだったが、先代の『ハートの女王の役』が空き、ハートの城に連れてこられて『ハートの女王』の役持ちとなった。普段は雑に扱い、互い絶えずに愛人を作り、素直に認めないもののキングに思いを寄せている。
極度の猫好きで何よりもボリスのことは可愛がっているが、ネズミは大嫌いでピアスが来ると一騒動になる。
常に手にしている、ルビーが嵌められハートをあしらった錫杖を稀に短銃や斧などに変化させ使うこともあるが、滅多に自ら戦うことはない。波打つ長い髪と目は紫がかった黒、左の口元に黒子、鎖骨の下に真っ赤なハートのタトゥーがあり、グラマー。だが、近年はお年について敏感になっているらしく、「オバサン」や「厚化粧」などの単語は逆鱗。
『おもちゃ箱』の学園バージョンでは生徒の代表組織―“自治会”の会長と、自治会室を備える寮―“赤薔薇寮”の寮長を兼任する研究生。その高貴な美貌と堂々たる風格から“赤薔薇の女王”の二つ名で多くの崇拝者を持つ、こちらでも正真正銘の某国の女王だが、打って変わってこちらでは祖国に置いて国政を任せている王と結婚している。
ペーター＝ホワイト (Peter White)
声 - 宮田幸季
年齢：18〜23歳（便宜上） / 血液型：A型（便宜上） / 身長：175〜180cm
登場作品：ハート＆アニバーサリー＆新装版＆ツイン、クローバー＆新装版、ジョーカー、おもちゃ箱、ダイヤ＆ミラー、スペード、劇場版
ハートの城の宰相を務める“白ウサギ”。主人公を自分の居る世界に引き入れるべく、強制的に穴に連れ込んで薬を飲ませた張本人。極度の潔癖症により他者は全て雑菌扱いなので、大好きな主人公以外には触れることさえ許さない。顔も地位も金回りも良いが、主人公へは偏った無償の愛を過多に注ぎ続けて付き纏っており、人の意見に聞く耳を持たず、他者への言動が常に殺意剥き出しの突飛なものに終始していることから、いつも「ストーカー・電波ウサギ」と主人公の不興を買っている。しかし根本、というより主人公にはどこまでも無垢でやや夢見がちな乙女思考の持ち主。常に敬語。
チェーンでたすき掛けにした大きな数字表記の金時計は、戦闘時に主に拳銃に変化させるが、細剣にすることも可能。服装の至る所にある釦の意匠も金時計で、丸眼鏡を常用している。会合時の正装では、金時計の文字盤も花柄になっている。真っ赤な瞳に、髪も肌も雪のように真っ白で、スラリと伸びたウサギ耳の存在を主人公に嘆かれるほどの美々しい容姿だが、それとは対照的な狡猾さから陰では“黒ウサギ”と囁かれている。また、同じ服装をした二足歩行の膝丈サイズのウサギ姿へも、任意で変身可能。
『おもちゃ箱』の学園バージョンでは、主人公の幼馴染み。愛する主人公との学園生活を切望するあまり、自らが在籍するシンフォニアへの主人公の入学をグレーゾーンな手段で整えてしまう。自治会の“書記”と赤薔薇寮の副寮長を兼任する明晰さで潔癖症なクールビューティとして名高い才媛だったが、主人公の入学後はやはりストーカーになったため、日々周囲を唖然とさせている。業務をサボりがちなビバルディやエースに代わって働く、自治会の貴重な働き手。
エース (Ace)
声 - 平川大輔
年齢：23〜26歳（便宜上） / 血液型：O型（便宜上） / 身長：185〜190cm
登場作品：ハート＆アニバーサリー＆新装版＆ツイン、クローバー＆新装版、ジョーカー、おもちゃ箱、ダイヤ＆ミラー、スペード、劇場版
ハートの城の軍事責任者だが、自室に辿り着くのも難しいほどの迷子癖から常時テントでサバイバル生活、留守が当たり前なアウトドア好きの“ハートの騎士”。鍛錬と称し、出会うたびに双子やナイトメアの補佐官―グレイに手合わせを申し込んでは厄介がられているが、それだけに剣術の腕は抜群。勧んでトラブルに突っ込んでは「俺ってツイてないんだ」と笑って済ませ、「騎士だから」で全てを片付けようとする、反省皆無なトラブルメーカー。爽やかな好青年風の一見通り、素で毒を吐く性格の黒さを一切隠さず振り撒く、裏表のない性格。
『ハート』『アニバーサリー』ではハートの騎士の役割（作中用語の項目参照）を嫌い、“時計屋”―ユリウスの親友・部下としてその手伝いをしていると本人は述べている。が、この世界の“役人”の1つ―“処刑人”（作中用語の項目参照）を兼務しており、その起点に関わるユリウスについては時に余人には計り知れない狂気を見せる。『ジョーカー』では監獄の役人、『スペード』では領地替えによりハンニバル（後述）の部下として黒の騎士もこなす。
真っ赤なロングコートに、常に携帯しているのはハート柄の金色の鞘に収めた大剣だが、騎士としてのこだわりなだけで、銃器にも変化可能。鳶色の髪に、赤い瞳。
『おもちゃ箱』の学園バージョンでは、主人公の上級生に当たる赤薔薇寮の学生。魔法使いながら体術にも優れ、その強さで日々学園の不正を取り締まる役員―自治会の“風紀委員”を務めているので正義の味方を自称しているが、よくペーターをおちょくっては乱闘騒ぎを起こしたり、学園の器物を破壊しているので周囲の誰にもそんな認識はない。また迷子癖も相変わらずで、全寮制の学園にも関わらず常にテント生活を送っている。
ボリス＝エレイ (Boris Airay)
声 - 杉山紀彰
年齢：16〜19歳（便宜上） / 血液型：B型（便宜上） / 身長：170〜175cm
登場作品：ハート＆アニバーサリー＆新装版＆ツイン、クローバー＆新装版、ジョーカー、おもちゃ箱、ダイヤ＆ミラー、スペード、劇場版
“チェシャ猫”の通り名を持つ、“遊園地”（領土の項目参照）の居候。見た目は猫耳と尻尾の生えた快活で人当たりの良い青年だが、周囲の認識もその性格も猫そのものであり自由奔放。ナゾナゾが大好きで主人公にもよく出すが、答えをはぐらかすことも間々あり、対応は気紛れ。改造・銃（ガン）オタクで、常用の短銃以外にも大量の銃をコレクションしている自室は、全く原型を留めていない改築を無断で施したもの。帽子屋の双子とは感覚も趣味も近く、仲の良い友達。ピアスには食欲や嗜虐心を刺激され、よくナイフとフォークを手に追い掛け回している。
髪・耳・尻尾、さらにはお気に入りのファーや愛用のハンドガンに至るまでショッキングピンク。全体的に瞳と同じ金色の鎖の付いた首輪やピアス・指輪など、アクセサリーを多用している。ヘソ周りや目の下には黒い三角のタトゥーがあるが、左目を開くことはない。露出度の高い服装が多いが、会合時や真夏でもファーは手放さないのがポリシー。
物事に固執しない性格から、引っ越しのたびに方々に弾かれており『ハート』と『ジョーカー』では遊園地、『クローバー』では“森”、『ダイヤ』『ミラー』『スペード』では“駅”に勝手に住み着く。扉を媒介に空間の切り貼りが出来る能力により、お気に入りの遊園地の自室だけその時々の滞在地と繋いでいるが、領主の居る領土内で大きく力を行使するには事前許可が必要。
『おもちゃ箱』の学園バージョンでは、主人公のクラスメイト。要領と面倒見の良さは相変わらずで頼りになる反面、自身が寮長を務める寮―“遊園地寮”の至る所に仕掛けられた傍迷惑なトラップの数々は、ほぼ全てがボリスの改造による。ツインズと並ぶ説教常連組。
メリー＝ゴーランド (Mary Gowland)
声 - 堀内賢雄
年齢：32〜35歳（便宜上） / 血液型：O型（便宜上） / 身長：190〜195cm
登場作品：ハート＆アニバーサリー＆新装版＆ツイン、ジョーカー、おもちゃ箱、劇場版
ハートの国の遊園地オーナーにして、“侯爵”。音楽をこよなく愛し、バイオリンを始めとした楽器を何かというと人前で演奏したがるものの、その腕はからっきしという壊滅的な音痴。本人は音楽による数々の凶行も、自身の演奏が素晴らしいからだと信じて疑わず、改善の意志はないことから周囲には「騒音公害・超音波兵器」として畏怖されている。普段は温厚で、主人公にとっては実の父親よりも父親らしく感じさせる包容力は、居候のボリスにはおっさんと弄られている。だが、いつもは恥ずかしさのあまり周囲に「ゴーランド」と呼ばせているフルネームをからかわれると、どんな装甲も貫通するよう改造されたライフルへとバイオリンを変化させて攻撃してくる。豹変は短時間しか続かず、すぐにいつもの気さくで飾り気のない性格に戻る。
普段は青い目に丸眼鏡を掛け、栗毛色の髪は襟足だけ三つ編み。構造がデタラメなバイオリンは、音楽家としてのプライドから決して肌身離さない。どの服装にも、音符の模様やピアノの鍵盤など、音楽をモチーフにした意匠がある。
『クローバー』の引っ越しではハートの国に取り残されて消えていたものの、『ジョーカー』では遊園地ごと復帰してボリスや遊園地滞在時の主人公だけでなく、ピアスの面倒も見るようになる。
『おもちゃ箱』の学園バージョンでは現代魔法史の教師で、主人公のクラス担任。その性格により、教職員ながら遊園地寮に自室を構えているため、寮監も兼ねている。包容力に溢れた教師として生徒には慕われているが、演奏の腕前は本編同様なので誰も近付かない遊園地寮の音楽室は、実質ゴーランドの占有スペースとなっている。
ユリウス＝モンレー (Julius Monrey)
声 - 子安武人
年齢：28〜31歳（便宜上） / 血液型：A型（便宜上） / 身長：190〜195cm
登場作品：ハート＆アニバーサリー＆新装版＆ツイン、ジョーカー、おもちゃ箱、ダイヤ＆ミラー、劇場版
ハートの国の中立地帯―“時計塔”（領土の項目参照）の主。通称は“時計屋”だが、“葬儀屋”とも揶揄されている。主人公以外に任意で時間帯を変更でき、全住人の命である“時計”（作中用語の項目参照）を修理する役割と時間の管理を担う、この世界で唯一無二の番人であり職人。仕事以外で塔から外出することはほぼないという、根暗で厭人家の仕事中毒人間。当初は主人公のことも厄介がるが次第に態度を軟化させ、不器用ながらも励ましたり素直に照れるようになるツンデレ。自分より不幸な人間を見ると幸せになるため、エースとは友達。作中では少数派である珈琲党の代表格。
青い目に青髪を後ろで一纏めにしたロングヘアで、左の耳飾りを始め、随所にローマ数字表記の金時計のアクセサリーを装着。黒の半縁眼鏡の着用は、仕事中のみ。時折手にしている工具（スパナ）は、戦闘時に小銃に変化する。
『クローバー』の引っ越しではハートの国に取り残されて消えていたものの、『ジョーカー』では“クローバーの塔”（領土の項目参照）のメンバーとして復帰。
『おもちゃ箱』の学園バージョンでは、不正を取り締まる学園所属の組織―風紀委員の“委員長”と、教職員専用寮を経て生徒寮になった寮―“塔”の生徒を纏める寮長を兼任する研究生。お堅い塔でも屈指の真面目人間で皮肉屋であり、よく塔の奥の研究室に篭っている。その研究内容は魔法に全てを丸投げしがちなルーンビナス国内にあって、手作業がほとんどな機器の修繕であることから、偏屈扱いされている。
ナイトメア＝ゴットシャルク (Nightmare Gottschalk)
声 - 杉田智和、小野友樹（スペード）
年齢：25〜28歳（便宜上） / 血液型：B型（便宜上） / 身長：175〜180cm
登場作品：ハート＆アニバーサリー＆新装版＆ツイン、クローバー＆新装版、ジョーカー、おもちゃ箱、ダイヤ＆ミラー、スペード、劇場版
異世界で主人公が眠っている時にのみ夢へ現れる、夢を司る“夢魔”。モチーフの不思議の国のアリスに従えば、通り名は“芋虫”になるのだがそれを嫌がり、“蓑虫”を自称している。常に浮遊し、他人の心を読み、夢を自在に変化させる能力を持つ。大量の吐血を繰り返す程に病弱だが、注射や薬の苦味を嫌って通院も投薬も徹底して拒否し、煙草も常用していることから完治の見込みはない。そのため主人公にはすっかり「ダメ男」認定されているのだが、本人はひたすら自分を「神秘的でカッコイイ・偉い」と信じ込むナルシスト振り。
灰色の瞳に銀髪や青白い肌と全体的に色素が薄く、常に身に着けている眼帯の下の右目は役割上、決して開くことはない。唇などは不健康さが祟って、常に紫掛かっている。モノトーンの服装が多いが、ポケットにはいつも薄紫のスカーフを飾っている。
『ハート』『アニバーサリー』では主人公会いたさと逃走癖から夢に閉じこもっていたが、グレイに夢から引き摺り出されてしまった『クローバー』以降も、引っ越しで主人公が“クローバーの国”へ移って来たことで現実でも会えるようになる。が、子供っぽさやサボり癖に拍車が掛かっており、グレイに多くの職務を代行させている。
『おもちゃ箱』の学園バージョンでは、塔の保健室に常駐する学校医。塔の教職員管理者でありながら、あまりの病弱さと仕事嫌いで、常にグレイに世話を焼かせている。高度な空間魔法を難なく操る、魔法使いとしても医師としても有能な人物だが、実は初級の魔法がほとんど使えないと噂されている。
グレイ＝リングマーク (Gray Ringmarc)
声 - 中井和哉
年齢：28〜31歳（便宜上） / 血液型：A型（便宜上） / 身長：185cm〜190cm
登場作品：クローバー＆新装版、ジョーカー、おもちゃ箱、ダイヤ＆ミラー、スペード
クローバーの塔の補佐官で、“トカゲ”の通り名を持つナイトメアの部下。業務の補佐・代行や護衛に留まらず、介護まで率先して行っているというユリウスに次ぐ苦労人。極度の料理音痴で、唯一まともに作れるのはココアや珈琲など一部の飲み物のみ。小さく可愛いものを深く愛し、ナイトメアの世話疲れで常に癒やしを求めている。その他詳細は『クローバーの国のアリス』参照。『ジョーカー』以前の作品では過去話として語られるのみだったナイトメアを殺そうとしていた暗殺者時代については、『ダイヤの国のアリス』参照。
『おもちゃ箱』の学園バージョンでは、塔の使用人の統括者―“執務官”。その立場以上に、親身にナイトメアの世話を焼いては補佐している。優秀な魔法使いでありながら、いつもの短剣を使った戦闘などの体術にも何故か優れている。
ピアス＝ヴィリエ (Pierce Villier)
声 - 保志総一朗
年齢：16〜17歳（便宜上） / 血液型：AB型（便宜上） / 身長：165〜170cm
登場作品：クローバー＆新装版、ジョーカー、おもちゃ箱
『クローバー』の引っ越しで森に現われた、“眠りネズミ”。トボけた言動と好き嫌いを素直に示す性格であどけなさが目立つ反面、帽子屋ファミリーの構成員で拷問や死体・現場の後処理を担当する“掃除屋”の職で重宝されている残忍さも持つ。ディーとダムと仲の良いボリスにいじられて追い回されたことで帽子屋屋敷を脱し、森に移り住んだ。森にはボリスもいるため、危機感によりコーヒーを飲み過ぎて不眠症に苛まれている。
チーズをこよなく愛し、好きになったものには直ぐにネズミの鳴き声に掛け「ちゅう」＝キスをしたがり、主人公にもよくキスを強請る。その他詳細は『クローバーの国のアリス』参照。
『おもちゃ箱』の学園バージョンでは、遊園地寮に在籍する主人公のクラスメイト。いつまで経っても自寮内のトラップに引っ掛かる間抜けさ＝純真さが召喚士としての傑出した才能を孕みつつあるものの、興味の有無に激しく左右される紙一重な性格が祟り、大量のネズミを自身の影から出して操る―「お友達召喚」にしか、現在その力は発揮されていない。
ジョーカー (Joker)
声 - 石田彰、興津和幸（スペード）
年齢：24〜27歳（便宜上） / 血液型：AB型（便宜上） / 身長：185〜190cm
登場作品：ジョーカー、おもちゃ箱、ダイヤ＆ミラー、スペード、劇場版
エイプリル・シーズンと共に森にやって来た、“サーカス”の団長と“監獄”の所長を兼任する役人。その二か所に現れるあまりに違い過ぎる2人組が、全く同じ顔で同じように互いをジョーカーと呼び合うことから、主人公には口調の柔らかい方を「ホワイトさん」、腰の仮面としてちょっかいを掛けて来る口の悪い方を「ブラックさん」と呼び分けられるようになる。ジョーカーはどうやっても死ぬことはなく、「“自分の”ジョーカーを殺せるのは“自分だけ”」とされている。『スペード』では街外れのバーのマスターとカジノのディーラーも務める。
『おもちゃ箱』の学園バージョンでは、学園の用務員といわれている神出鬼没な人物。趣味でフラフラと学園をうろついては、主人公と出会う。黒のとんがり帽を被っている方が、ブラックさん。
クリスタ＝スノーピジョン (Crysta Snowpigeon)
声 - 小林沙苗
年齢：26〜29歳（便宜上 / 大人時）、10〜12歳（便宜上 / 子供時） / 血液型：O型（便宜上） / 身長：165〜170cm（大人時）、140〜155cm（子供時）
登場作品：ダイヤ＆ミラー
『ダイヤ』では主催者である“ダイヤの城”（領土の項目参照）のたおやかな“ダイヤ（白）の女王”。なんでも凍らせ、瞬時に粉砕も出来る能力を持ち、大人姿と子供姿を気分次第でころころと変えて現れる。珍しいものを凍らせてコレクションする趣味があり、ナイトメアと主人公はお気に入りで加えようと狙っている。その他詳細は『ダイヤの国のアリス』参照。
シドニー＝ブラック (Sidney Black)
声 - 鳥海浩輔
年齢：18〜23歳（便宜上） / 血液型：A型（便宜上） / 身長：175〜180cm
登場作品：ダイヤ＆ミラー
ダイヤの城で宰相を務める“黒ウサギ”。主人公を始め、周囲や上司のクリスタにまで常に嫌味ばかりな毒舌家のツンデレ。黒好きが高じて白が大嫌いなため、ペーターに激しい対抗意識を燃やしている。黒く垂れたロップイヤー種風のウサギ耳と、オッドアイの持ち主。その他詳細は『ダイヤの国のアリス』参照。
ジェリコ＝バミューダ (Jericho Bermuda)
声 - 小山力也
年齢：30〜35歳（便宜上） / 血液型：O型（便宜上） / 身長：195〜200cm
登場作品：ダイヤ＆ミラー
“ドードー鳥”の通り名を持ち、ダイヤの国の美術館の館長であり、墓地の墓守頭でもある、帽子屋ファミリーと対立するマフィアのボス。既に別の軸にいる大多数のジェリコが死んでいることから、先がないことが確定的―“死人”（作中用語の項目参照）。『ミラー』では主催者でもあるため、コーカス・ゲームの開催も取り仕切っている。その他詳細は『ダイヤの国のアリス』参照。
ハンプティ (Humpty)
声 - 岡本信彦（2役）
年齢：20〜23歳（便宜上） / 血液型：AB型（便宜上） / 身長：172〜177cm
登場作品：ツイン
“狂った卵（マッド・エッグズ）”や“狂った双子（マッド・ツインズ）”と通称されている、帽子屋屋敷の門番の片割れ。もう1人の門番であるダンプティとは容姿・年齢・行動パターンなど全てが違うが、双子とされている。しかし偶に2人揃うと自身達が卵であることや、何でも卵関連に持ち込む話題が尽きぬ程、ダンプティとは大好きな塀の上で仲良く語り合っている。本人達はもちろん周囲にも長年の帽子屋屋敷の門番として、ハートの国に主人公が連れ込まれて以来の付き合いと認識されている。が、主人公には双子の基本的なパーソナルデータ以外の、共に過ごした思い出はないので違和感だらけ。それにより『パートナーとして自らに最も相応しい美しさを兼ね備えている』と感じて積極的に主人公へ好意を伝えているものの、からかわれていると取られて本気にされてはいない。美しいものに目がなく、自分が大好きという極度のナルシストで、自らを「この世で最も美しい卵」と豪語している。そのため確かに美青年ではあるものの、何かというと人目を集めようとしたり注目を浴びていないことにキレては騒動を起こすので、領民には敬遠されている。いかにも軟派な風情で誰にでもフランクな物言いだが、率直過ぎて馴れ馴れしくもあり、派手好き。
襟足だけ肩下まで伸ばされた髪は、左の一房だけ白いメッシュが入っている。軍服風のジャケットや帽子・パンツ・編み上げブーツはダンプティと揃いだが、色違い。下の黒いシャツの胸元は大きくはだけ、青紫のスカーフタイも緩く巻いているだけで、着崩し気味。割れた卵のトップが付いたペンダントは、卵のモチーフを中央に配した両刃の巨大な斧になるが、ハンプティの美意識としては金色の銃の方がお気に入りで、斧を携帯しているのは上司命令。また、卵のモチーフには目がない。
ダンプティ (Dumpty)
声 - 岡本信彦（2役）
年齢：14〜16歳（便宜上）/ 血液型：AB型（便宜上） / 身長：158～163cm
登場作品：ツイン
ハンプティと並び称されている、帽子屋屋敷の双子の兄弟門番。ハンプティの激しい性格や言動を大好きな“不気味さ”と捉えて好むが、双子だからといって同じである必要はないと互いに考えており、別々の人間としてそれぞれの個性を尊重しているので仲は良いが基本別行動。外見年齢の割りにやや表情に乏しく、飾り気のない言動で自己主張はハッキリとする性格から、主人公には真面目だが妙に落ち着き払った印象を与えている。が、一見ではハンプティより品行方正かにも思えるが実はオカルト寄りなマッドサイエンティストで、自室に併設した研究室でよく怪しい実験に耽っては爆発騒ぎや人体実験などの騒動を起こす・ハンプティの不気味さを見たいがために何かとハンプティを焚き付けるなど、迷惑度合いは実の所ハンプティと遜色がない。所属的には敵対しているが、ボリスと仲が良い。
ハンプティより青味掛かった髪は、右の一房だけ白いメッシュが入っている。色違いのジャケットや帽子・パンツ・編み上げブーツは揃いだが着崩しているハンプティとは対照的に、赤紫のスカーフタイなどをきっちり身に着けている。卵のモチーフを中央に配した両刃の巨大な斧が、右耳に下げた割れた卵のピアスになった時には、無意識に指で弄ぶ癖がある。
解放を強く望む者の夢に、手足の生えた大きな卵の姿でハンプティと共に現れて、自身達も卵から孵して貰うべくそれを手助けする役割を持つ。それにより“王座”を目指すよう、夢で主人公を騒々しく追い立てる。
ルイス＝キャロル (Lewis Carroll)
声 - 津田健次郎
登場作品：スペード
クインの教団に所属する神父で、二つ名は“白の騎士”。自身の名前を偽物扱いしたり公務員を自称する変わり者だが、『スペード』冒頭で主人公を救助して恩人となる。以降主人公をペット扱いし、「怪獣ちゃん」と呼ぶようになる。元は傭兵兼武器商人だっただけあり、十字架デザインの槍を筆頭にミニクロスボウや短剣なども使いこなすという、やや無節操な戦闘スタイルの持ち主。ある時を境にかつての記憶をほぼ失ったが、代わって「天啓」に恵まれたので現状には大いに満足しており、それに関連してブラッドを恩人扱いしている。
クイン＝シルバー (Quin Silver)
声 - 浅沼晋太郎
登場作品：スペード
白の領土の大教団の教皇として、神の化身“ユニコーン”の名でも崇められている人物。計算し尽くした神聖な立ち居振る舞いで民衆の絶大な崇拝を集めているが、不信心者は即殺処分というマフィア同然の独裁者。悪巧みにも社交にも積極的で卒がないが、機嫌を損ねるとネチネチとしつこく嫌味。愛飲しているのは白ワイン。
ハンニバル＝ゴールド (Hannibal Gold)
声 - 石川界人
登場作品：スペード
“ライオン”の通り名を冠する、黒の領土の領主。圧倒的な暴力により領内を纏める、豪放にして懐の深い人物かに見えるが実際は社交性に自信がなく、独りでひっそりと過ごしたい口数の少ないタイプ。『スペード』では上司でありながら、荒むエースに手を焼いている。スペードの国の主催者として、カジノの開催を取り仕切る。

### その他
ロリーナ＝リデル (Lorina Liddell)
声 - 神田みか
登場作品：ゲーム各回の回想、劇場版
リデル家三姉妹の長女で、流行り病によって母亡き後はリデル家でその代わりとして、大方の家事をこなす。一般でいう華やかな女性ではないが、読書家で心理学などの学術書にまで通じ、ピアノも嗜む、主人公にとっては優雅さや女らしさ・知性・教養と全てを併せ持った淑女そのものの、憧れでありコンプレックスの元でもある姉。『ハート』『アニバーサリー』『新装版』冒頭では、本シリーズのモチーフである不思議の国のアリスを読んでおり、小説家の恋人が居るらしい。
主人公と同色の長い髪をカールさせており、脇だけ縦ロール。紫のドレスと揃いの帽子を着用。
イーディス＝リデル (Edith Liddell)
声 - たなか久美
登場作品：『ハート』『アニバーサリー』『新装版』の回想にのみ登場。
リデル家三姉妹の三女。敢えて公立校へ通っていた主人公とは対照的に、一般的な例に倣って寄宿制学校の寮で生活しているため、自宅でロリーナと同居していた主人公とは離れて暮らす。ロリーナに懐いていたことから、主人公とは互いに一歩引いて接してはいたが、無邪気で子供らしい素直な妹。
肩まで伸ばした、主人公と同色のストレートヘア。年が近いからか、おっとりとした風情のロリーナより主人公寄りの顔立ち。
キング / ハートの王 (King)
登場作品：ハート＆アニバーサリー＆新装版＆ツイン、ジョーカー、劇場版
ハートの城の王で、この世界には稀な人の良さ気な初老の男性。その影の薄さから度々存在を忘れられるだけでなく、ペーターとエースにさえぞんざいに扱われている。城の実権はほぼビバルディに握られているので、滅多なことでもなければ口出しも出来ない。が、ビバルディ・ペーター・エースのサボった分をほぼ肩代わり出来る程、実は有能な人物。ビバルディと対になっているのは役職上だけのことで婚姻の事実はなく、互いに複数の愛人が存在する。
その実はビバルディの残酷さを愛しており、彼女の自分への思いにも気付いている。ビバルディが自分のことで苛立って愛人を増やし、その愛人に飽きて処刑するのを自ら見るのを好む狂気じみた一面を持つ。その他は『クローバーの国のアリス』も参照。
『おもちゃ箱』の学園バージョンでは、某国の女王―ビバルディの実夫として本国に残って統治しつつ、せっせと手紙やプレゼントを贈っているもののビバルディは受け取りを拒否。結果、送付物は全てブラッドへと回されて溜まる一方で、圧縮魔法を掛けた上にクローゼットの増築をしても追い付かないという惨状を引き起こしている。ブラッドからは「油断ならない男」と能力を評価されている。

## 作中用語
役持ち
顔がハッキリと誰にでも見える、特権階級のキャラクター。時間（一時間単位）を表す存在でもあるため、一国に出現するのはその時の攻略対象キャラに城の王（キング）を加えた12名。その顔触れで何の国になるのかが決まるのが一般的な状態とされており、一国に15名が出揃った『ジョーカー』はエイプリル・シーズンの特殊性によるものとされている。現在までに登場済みの21名以外にも多数存在するとされており、その総勢は24名との説もあるが、昇格なども含め詳細は不明。役持ち同士は既定の順番に従って、定期的に出会っては撃ち合う（銃撃戦を行う）必要がある。
『クローバー』以降、数作休場しているが主人公の既知・シリーズ未登場ながら話題にのみ登る役持ちなどは、「引っ越しで他国に居る」との扱いになった。
役無し、顔無し
この世界において役持ちからはもちろん、当人達すら「替えがきく」としてその生死を軽視されている大多数の住人。時間の分や秒を表す存在として顔がぼんやりとしか見えず、個ではあまり認識されないので見分けを付けたり、それぞれを別人扱いして個性を尊重しようとする主人公の思考は、とても希少なもの。
余所者（よそもの）
この世界における、異世界からの来訪者のこと。従って、別世界から連れ込まれた主人公を指すことになる。実際に来訪することは非常に稀で、主人公と出会うまで実際に余所者と会った記憶のある住人はいなかったので、「この世界の者に愛されるべくやって来た者」「この世界の住人に愛されやすい者がやって来る」と伝えられていたのは知識の上だけでのことであった。住人達に比べると戦闘力・身体能力の面では劣るが、心臓を持つことでその生死には換えが効かず、この世界のルールに縛られない（役割が要らず、催し物への出席が免除される）唯一の人間なので、住人達にとっては気に掛けずにはいられない存在。領主達は対面時に直感的に判別することが可能。
領主 / 主催者
各領土を統治する役持ち―ビバルディ、ブラッド、ゴーランド、ユリウス、ナイトメア、ジョーカー、クリスタ、ジェリコ（『ダイヤ』『ミラー』参照）、クイン、ハンニバルのこと。更に『ハート』『アニバーサリー』『新装版』『ツイン』でのビバルディ、『クローバー』でのナイトメア、『ジョーカー』でのジョーカー、『ダイヤ』でのクリスタ、『ミラー』でのジェリコ、『スペード』でのハンニバルは、特に重要なゲームの主催者である。領主達は自領では好きなルールを作ることができ、どこの出入り・遠視も可能でほぼ無敵を誇り、自らの力だけで時間帯を変えられる。その反面、他領主を招いてのイベントの定期開催や、そのイベントでしか基本的には時間帯を変えられない、他領では大きく力を削がれるなど、他の役持ちよりルールの制約も多い。
『ミラー』からは、主催者はあくまで役持ちの顔触れ次第で決定されるもので、必ずしも国名＝主催者が治める領土名ではなくなった。
役割、役目
この世界の全住人の身分、職種、特殊技能、一部の相関関係（例：ビバルディとハートの王）のこと。「全てはカードを配られるように」個人に選択権はないが絶対的なもので、転職や変更は「ゲームを下りる」と表現され、決して有り得ない。よってどんなに職務をサボろうと降格・解雇はないが、「昔は顔無しの子供だった」との発言がビバルディを始めとしてチラホラあることからすると、昇格はある模様。が、領土争いの終了や前任者の死亡によるものなど、かなり特殊な条件下での希有な事象らしい。
ゲーム / ルール
ハッキリとした主なゲームは、領主達による領土争い。しかし住人曰く、この世界を成り立たせる、全住人にとっての生きる意味がゲームであり、この世界の住人はゲームなくしては生きられず、その継続にはルールが必要。従って領土争いの決着以外に住人達が口にするゲームには勝者はなく、領土や役割によってゲームにもルールにもバラつきがあり、またルール全てを厳守する必要はない。が、ルールによっては破ることで多大なペナルティを被るものもあるらしいが、結局明確なルールブックなどは存在しない。
時計 / 残像 / 役人 / 死人
この世界の住人達には皆、心臓として時計が入っており、心音ならぬ針音を刻んでいる。ロボットではないので、心臓以外の肉体の構造は同じであり、一般的な死亡レベルのダメージを受けた住人は時計が壊れて死ぬが、遺体は一定時間の後に核―時計を残すのみとなる。この時計が時計屋の手に渡れば修理が成され、同じ役や能力を持つ者として再生されることから、「誰でも替えがきく」と住人達には認識されている。が、いわゆる蘇生ではないためかつてのパーソナルデータ―容姿・思考・人格・記憶などは何も修復されず、人物としては全くの別人になってしまう。それにより稀に修理を是としない、時計を修理不能な状態にする破壊や隠匿を行う住人も存在するが、大罪である。自身の時計の修理を待つ間、壊れた時計を時計屋の元に運ぶ影だけの存在―“残像”や、時計を修理不能にしたなどの罪人への制裁と隠匿された時計の探索・奪還を負う役―“処刑人”、罪の意識を忘れられずに罰を願う住人―罪人を収監するジョーカーら“役人”によって、時計の循環が管理されている。
また多重構造であるこの世界では、役持ちは他の軸に“少しずつ違うが、根本は同じ自分”という、時々の選択肢により分離していった複数の自分が存在している。その自分達がそれぞれ別の事情であれ半数以上死亡してしまうと、時計の破壊とは別の、ループから外れる“絶対の死”が確定してしまう。死を待つばかりとなる半数以下の生き残りは“死人”と呼ばれる。
引っ越し
『クローバー』より登場した、唐突に発生する地殻変動。基本的に4〜5つの領土で構成されている国で、突然領土単位でランダムに土地が入れ替わり、別の国になってしまう。その際の役持ちの顔触れにより、国名が変わる。一見するとただいくつかの国が存在しているだけに見えるが、実はこの世界は多重構造（パラレルワールド）になっており時間の流れは一定せず、引っ越しで飛ばされる際は土地だけでなく時間も跳躍する場合があり、しかもこれまでとはやや違った流れ―別の時間軸の場合もある。『ダイヤ』からのこの設定により、『ダイヤ』と『ミラー』は主人公の選択により分岐した別々の軸との扱いとなった。
エイプリル・シーズン
『ジョーカー』の“エイプリル・シーズン（嘘つきの季節）”では天候・気候が安定しており、時間以外の変化がない世界へ領土ごとに四季が訪れる。どこに何の季節が訪れるかはランダム。シーズン中の主人公のような余所者は、冒頭以降の季節感がハッキリする“季節の固定”が起これば、シーズンが終わるまではジョーカーを通さねば領土間を移動出来なくなる。
クレイジー・ストーム
『ツイン』で“嵐”や“風が来る”と呼ばれる、珍しい現象。時間が狂った世界の歪みの皺寄せらしいが、詳しいメカニズムはこの世界の住人達にも分かっていない。嵐が到来すると、主人公のような余所者を除く全住人は漏れなく1つ以上は必ずどこかがおかしくなる。“先触れ”と呼ぶ予兆のやや強めの風が吹くこともあるが、住人は到来を感覚で察知する。領土別の強風の後、空が明滅すると以降の数時間帯は容姿や性格の一部などが変化するというもので、皆固有の、しかも毎回内容の違う変化が起こる。嵐の間は自身が変化したことによる違和感はなくなり、嵐が過ぎると変化に関する記憶が曖昧になるので、自身の変化は自らで把握は出来ない。しかし他人の変化はその限りではないため、どうしても自身の変化が知りたい者は他人に尋ねて確認している。が、嵐を嫌うビバルディとブラッド、あまり興味のないペーターやユリウスは、これまで知ろうとはしなかった。
砂時計
この世界の時間帯―昼・夕・夜の3つの中から、念じた通りのものに変更出来るアイテム。時・分・秒の単位はこの世界にもあるが、3つの時間帯がランダムに入れ替わるので当てにならないため、時間帯を基準に住人達は暮らしている。
本作のシステムがノベル形式になる前―当初のターン制であった頃は、イベントの発生条件であった時間帯の変更をするためのアイテムとして、ゲーム中にプレイヤーが実際に使用することが出来た。国内の随所に落ちており、訪問が空振りに終わった折やミニゲーム勝利時に手に入る。
ハートの小瓶
主人公が白ウサギから無理矢理に飲まされた、謎の苦い薬入りのガラスの小瓶。筒状のクリスタルのように透明な本体にはハート型の彫りが一つ、ハートの付いた蓋で、服用後に拾って以来ずっと主人公の持ち物になる。中身を飲んだせいで元の世界には帰れなくなったが、住人達との触れ合いの中でいつの間にか薬が溜まって瓶が満タンになれば帰れるとナイトメアに教えられた主人公は、信じて各領土を訪ねるようになる。
催し / 会期
ルールで領主達に定期開催が義務付けられているものの中でも、各国のゲーム主催者が催す一大イベント。開催時には全役持ちの出席、正装のドレスコード、参加中は「なるべく争わない」、主催側は全出席者を客としてなるべく丁重にもてなすなど、種々のルールがある。集まることに重点が置かれているためイベントの内容・質は問われず、会合以外の内容は主催者の好みによる。また会期の長さやカウント法はイベントにより異なり、舞踏会は一夜のみ、会合とサーカスは1開催で数時間帯要するものが複数回、測量会とコーカス・ゲームとカジノは全3回の合間も会期としてカウントされる長期開催。
舞踏会
『ハート』『アニバーサリー』『新装版』にて、ビバルディによりハートの城のホールで開催。夜を徹して行われるため、城の全客室が休憩所として開放される。
会合
『クローバー』にて、1開催で数日、それがさらに数回に渡るナイトメア開催の長期首脳会議。国に引っ越しが起こった直後は必ず催すルールの話し合いだが、ゲーム内ではナイトメアのぐだぐだな主催振りとアクの強い面子により、きちんとした話し合いの様相を呈することは滅多にないのでほとんど何も決まらないが、集まることが主なので問題はないらしい。会合中の出席者はクローバーの塔に宿泊するのが原則だが、一部は塔周辺の宿屋に泊まっている模様。
サーカス
『ジョーカー』にて、森のテントでジョーカー率いるサーカス団によって数回に渡り行われるショーの、観覧行事。プログラムに並ぶ演目名は、メルヘンで内容の予想が付かないものが多い。
測量会
『ダイヤ』にて、クリスタの主催で各領土の国力を数値化して勝敗を競うという、国を挙げての賭博イベント。全3回の対戦で、国力を軍事力・技術力・経済力・自然力・国民の5つに振り分けて計測したものの内、毎回1つずつ領主が出し合ってその数値の高さを競う。3回戦のどこでどの国力を出すか、測量会で勝利して威信を高めるか、部下に賭けで儲けさせ懐を潤すかなど、領主達それぞれの采配が問われる。
コーカス・ゲーム
『ミラー』にて、ジェリコが絵画内のコロシアムで開く対戦ゲーム。互いが騎乗する巨鳥―不死鳥（フェニックス）を専用の閃光銃でより早く落とすというものだが、フェニックスは専用銃を始め武器一切が効かない不死なので、勝敗を決するのはほぼ反則負けや試合放棄という堂々巡りから、コーカスレースをもじった名で呼ばれているゲーム。1回2試合で3開催が行われ、役持ちは各領土から2名以上が、くじ引きで選ばれた他領土の選手と、2つに区切られたコロシアムの上空で戦う。だがダイヤの城は参加人数は足りないが、女性であることからクリスタが参加を免除されている。顔無しはコロシアムで役持ち達の試合観覧・賭けに興じる場合もあるが、顔無し限定トーナメント戦も地下闘技場で行われている。
カジノ
『スペード』にて、ハンニバルが自領の山奥のカジノ街を開放して行う。20～30時間帯で1回✕3開催。ホテルに囲まれたメインの賭博場以外にも複数の賭場が用意されており、ルーレット・スロット・カードゲーム・ダイスなどあらゆる賭け事が楽しめる。1開催に一度は必ず金を賭けてカジノに参加する、観覧のみはルール違反。

## 領土
国内では大体、1つの中立地帯などを治める管理側の元、3つ以上の領土の領主達が、領土争いのゲームを繰り広げている。
ハートの城（The castle of heart）
領主：ビバルディ / 登場作品：ハート＆アニバーサリー＆新装版＆ツイン、クローバー＆新装版、ジョーカー、おもちゃ箱、劇場版
赤バラの咲き乱れる生垣が迷路状に刈り込まれた庭園を、遥かに見下ろす台地に聳えた、白壁の巨城。庭園を抜けると現れる坂を延々と登った先の城は、随所に赤いハートのモチーフが施されており、装飾過多気味。主人公を始め、ビバルディを除いた役持ちのほとんどには「目に痛い城」と言われている。
『ジョーカー』では“春”の季節が訪れ、色とりどりの花が溢れる、暖かな過ごしやすい土地となっている。城下町も治世者がビバルディであることを反映し、服飾のファッション関連など華やかな商店が多く見られる。また民衆の間では、罪の有無とは関係なくやたらと首を刎ねたがるビバルディを揶揄する流行歌や、冷酷なまでに隙のない執政を行うペーターの腹黒さ、その冷淡さから「ハートがない」と言われている使用人のことが噂に登っている。
メイド達は、黒を基調として赤いハートで飾られた制服に、白のエプロンと赤いハートが並んだカチューシャを着用。主人公のハートの城滞在時には、同じ服飾を勤務中に着用しているカットが登場する。兵士は胸に役として割り振られている数字が表記され、槍が基本装備。いずれも黒髪の、控え目で従順な人柄。
帽子屋屋敷 / 帽子屋ファミリー（The hatter family）
領主：ブラッド / 登場作品：ハート＆アニバーサリー＆新装版＆ツイン、クローバー＆新装版、ジョーカー、おもちゃ箱、ダイヤ＆ミラー、スペード、劇場版
帽子をイメージさせる屋根の屋敷、ティーポットデザインのいくつもの噴水、常にティーテーブルと椅子がセッティングされた広大な庭を持つ、ブラッドの私有地。国内有数のマフィア―帽子屋ファミリーの本拠地としての顔も併せ持つため、秘密の通路や武器庫など隠し部屋も多い。庭の一角に存在する薔薇園は手入れの行き届いた見事なものだが、ブラッドの許可のない者には決して立ち入れない。領民には比較的慕われているが、門前でディーとダムが敵も客も構わず切り刻み、罠も遊びで多数仕掛けているために屋敷へ近付く一般人自体は少ない。
『ジョーカー』では“秋”の季節が訪れ、実りの豊かさか美食家のブラッドの影響か、良質な食材が集まる土地となっている。が、『ダイヤ』では未だ成長途上の派閥が治める地であるので襲撃を受けることが多く、弾痕の生々しい町並みや一部流通が滞っているなどやや荒れ気味。
ファミリーの構成員も兼ねる使用人は、白を基調にトランプマークが各所にあしらわれた執事風やメイド服風の制服に、薔薇と赤い羽根の髪飾りや黒のミニハットを常に着用している。男性は毛先が跳ね、女性は巻き毛をツインテールにしているがいずれも金髪。また、敬愛するボスの気風を如実に反映し、皆一様に退屈を嫌い、常にだるがって間延びした口調だが根は機敏で残忍。主人公の帽子屋滞在時には、メイドと同じ制服にミニハットを勤務中に着用しているカットが登場する。
遊園地（The amusement park）
領主：ゴーランド / 登場作品：ハート＆アニバーサリー＆新装版＆ツイン、ジョーカー、おもちゃ箱、劇場版
侯爵領を持て余したゴーランドにより建てられた、一大行楽施設。くねくねとした、カラフルでシュールな建物の並ぶ入場ゲートが目印。絶叫マシンやカート乗込み型のホラーハウス・売店のワゴンカー・電飾のフロートなど、他の領地よりは格段に現代的。ボリスがその器用さで遊園地内のアトラクションのメンテナンスを請け負う傍ら、無断で無茶な改造とピンクのカラーリングも施してしまうので、時折ゴーランドの怒りを買っている。中心には煉瓦色の壁で方々に馬の意匠があり、屋上にメリーゴーランド状の大きな飾りのあるゴーランドの私邸があり、ボリスやピアス、主人公滞在時の宿舎となる。
『クローバー』ではハートの国に取り残されて消えていたものの、復帰した『ジョーカー』では“夏”の季節の訪れによりプールやパレードなども加わって多彩なアトラクションを誇るが、コーヒーカップ型のジェットコースターやフリーフォールなど、ゴーランドのやや特殊過ぎるセンスも目立つ。
従業員は男女とも黄色を基調に、水色の触角などが飾りとして付いた制服。カールした栗毛色の髪に遊園地らしく、皆手袋着用で声のデカいオーバーリアクションな上、パワフルでテンションも高い。ゴーランドの配下でもあるはずだが、他領土とはやや違い、ゴーランドに敬服どころかむしろ圧倒している場面もチラホラ見られる。
時計塔（The clock tower） / 時計塔広場
領主：ユリウス / 登場作品：ハート＆アニバーサリー＆新装版＆ツイン、劇場版
民家や商家にぐるりと囲まれた中立地帯の広場には、ローマ数字の付いた細い石塔が円状に並び、中心に一際高い塔が佇む。塔の半ばには2本の針が横に突き出しており、上空から見ると建物の並びで時計が構成されている。石造りの塔の内部は多くの歯車や機器、長い階段で埋め尽くされており、台所とユリウスの私室兼作業場である居住スペース以外、部屋はほぼ皆無。最上階はハートの国を一望する回廊型の展望スペースとなっており、主人公がペーターに連れられて最初に降り立つ場所。
『クローバー』ではハートの国に取り残されて消えていたものの、『ジョーカー』でユリウスの私室と扉が繋がったクローバーの塔の一部として復帰する。しかし塔や広場自体の所在地は、ハートの国のまま。
ユリウス以外で塔に常駐している者はなく、大抵は残像が時計を回収する配下代わりをしている。が、修理を拒む周囲から隠されてしまった時計の強奪や、怨恨からユリウスを襲撃する者の撃退などの任は、エースが担当している。
クローバーの塔（The tower of clover）
領主：ナイトメア / 登場作品：クローバー＆新装版、ジョーカー、おもちゃ箱
塀で三角形に囲われた敷地に、上からはトランプのクラブ型に見えるよう数本の建造物が配置された、緑を基調とした塔。エントランス上部は吹き抜けとなっており、室内の家具の配置もクラブ型になるようデザインされ、至る所にクラブの装飾が施されている。塔での会合中の招待客のほとんどを収容可能という、基本的な食事の提供・宿泊設備を備えた巨大施設。塔内の一室は、多数のドアと長い階段がトリックアートのように入り乱れ、重力も何も無視した“ドアの部屋”があり、主人公を惑わせる。塔周辺の街は中立地帯の関係上、会合中以外なら他に比べ全体的に平和。
『ジョーカー』ではユリウスが塔メンバーに加わるが、グレイと違ってナイトメアの傘下になったわけではない。また“冬”の季節も訪れ、極寒の豪雪地帯となった。それにより新し物好きなナイトメアの我が侭で、領地を挙げてのクリスマスや雪祭りなどのイベントが、長期に渡って度々行われグレイが忙殺された。
配下は、黒と白のモノトーンのスーツを常用。真面目で勤勉な男性ばかり。ナイトメアを恐れつつもその頼りなさが放っておけないという世話焼き気質の者、グレイを従えていることで敬服している者など、ナイトメアの一風変わったカリスマ性の元に纏まっており、皆介護慣れしている。
森 / サーカスの森（The circus）・監獄・鏡の湖（The lake of mirror）
領主：ジョーカー（『ジョーカー』時のみ） / 登場作品：クローバー＆新装版、ジョーカー、おもちゃ箱、ミラー
『クローバー』では、引っ越しで消えた遊園地に変わって現われた、鬱蒼とした森。ボリスとピアスの住処にはなっているが、特に誰かの固有の領土ではない。原色のカラフルなキノコ、「帰り道はこちら」などの意味不明な矢印案内板があちこちに溢れ、一部はクローバーの塔のドアの部屋同様に主人公を怪しく誘う“ドアの森”になっている。
『ジョーカー』ではサーカスのキャンプ地になったことで、ボリスとピアスは復帰した遊園地に移住。全体的には風船や小物による飾り付けが成された程度だが、一部は大幅に整備されて大きな広場となり、赤と黄色の巨大な天幕が張られ、平時は顔無しの団員達が練習や暮らしを営む場となった。しかし一度開催日になれば、天幕周辺にはゲーム、飲食、小物屋、大道芸のパフォーマンスなどありとあらゆる露店が所狭しと軒を連ねる、一大お祭り騒ぎとなる。一方で、石造りのだだっ広く薄暗い監獄が、白昼夢のように主人公の前に出現。玩具が転がり、被り物をした囚人が収監されたその異様な空間と軍服姿のジョーカーは、主人公の心残りの人が投獄された牢屋の元へと、主人公を手招きする。
『ミラー』で登場する鏡の湖は、常に雨降りか雨上がりでじめじめした森を抜けた先、乱立する柱のような結晶石の向こうに現れる、広大な湖。水底には生物の気配が一切なく、常に静まり返っている。たびたび主人公を迎えるジョーカーによれば、間もなく眠りから湖が目覚めた時には、水鏡として真実を映し出すという。
監獄では囚人の連行などに、軍服のような看守服を纒った残像が使われている。が、同じ役人として書類や業務の遣り取りがあるらしく、ユリウスやエースも時折出入りしている。サーカスの団員達は恩赦を与えられた囚人の一部分であり、老若男女さまざまな顔無しが存在するが、特に黒髪におかっぱの幼い女の子と、青い道化服の男の子のコンビはよく、ジョーカーと共に主人公を迎える。
ダイヤの城（The castle of diamond）
領主：クリスタ / 登場作品：ダイヤ＆ミラー
台地の上、森に囲まれて聳え、白と黄色のバラが咲き乱れる生垣が迷路状に刈り込まれた広大な庭園を抜けた先に現れる城。城と庭園を併せた敷地は、上空から見るとダイヤ型になっており、白と黄色を基調にした城内はダイヤのモチーフで溢れ、豪奢。しかしこれまでより抗争の激しい国であることから、城下町では華やかな軒並みの割りに、民衆がどこかビクビクとしながら、家に籠りがちに暮らしている。
メイド達は、黒を基調として黄色いダイヤで飾られた制服に、白のエプロンとシニヨンカバータイプのキャップを着用。主人公のダイヤの城滞在時には、同じ服飾を勤務中に着用しているカットが登場する。兵士は胸に役として割り振られている数字が表記され、細剣が基本装備。男女ともパッツンに切り揃えられたボブカットに、抑揚のない口調で機械的。
墓地（The graveyard） / 美術館（The art museum）
領主：ジェリコ / 登場作品：ダイヤ＆ミラー
領地奥の向かって左には荒涼とした墓地、右には美術館が並ぶ、墓守領の通称を持つ地。墓地は、遺体の残らないこの世界の住人を埋めたものではなく、遺族が死者を大いに悼んでこれを偲ぶために遺品を収めたものであり、さる迷信からそれらを狙う墓荒らしは後を絶たない。美術館は、香りを発するものやモチーフが抜け出てくるもの、それ自体に入れるものなど数々の珍しい絵画が展示されており、一番人気は“望む時間に引き合わせる”もの。連日満員で、いつも入口には長蛇の列が並んでいる。美術館の屋上にはブロックのような四角いモニュメントや、ぐるりと一周している不思議な滝があるが、裏手の関係者用スペース内もトリックアートが好きなジェリコの意向で、鳥などが隠れたモノグラムのタイルなどが使用されている。襲撃に対する備えなどもしっかりした領内は安定しており、ジェリコの鷹揚で包容力のある人柄から、他の恐怖支配的な領主と違い、領民も気さくにジェリコと軽口を交わすなど慕っている。
男女ともベージュの上品なスーツに身を包んだ美術館スタッフは希少で、常に人手不足。特に女性スタッフはごく少数で、ほぼ美術館に詰めている。墓守領の構成員や美術館の警備を務めるのは、黒い短髪に着崩したワイシャツ姿の、大柄な男性ばかり。主人公も墓守領滞在時には、美術館の女性スタッフとしてベージュのスーツ型制服に黒のヒールを着用している。
駅（The station）
領主：ナイトメア / 登場作品：ダイヤ＆ミラー、スペード
ダイヤの国一の領土を誇る、赤煉瓦造りの駅。広い構内は多くの機関車のホームだけでなく、天井が時間帯に合わせて色を変えるショッピングモールや、大きなエレベーターホール、駅員達の詰所や食堂なども内蔵している。住人達を行くべき所へ連れて行く汽車は行き先が表示されておらず、迷ったまま乗ることは危険であるため、『ダイヤ』『スペード』では当初主人公は滞在を断られてしまう。まだ若いナイトメアがやや真面目に駅長を務めてはいるものの、あまりの汽車の出入りの多さに事故が絶えず、既に事故は日常茶飯事と化している。しかし利用者は多く、盛況。いつの間にか居着いたボリスが勝手に整備士を務め、グレイも既にほぼ馴染みつつある。
駅員は『ダイヤ』ではオレンジの縁取りの灰色のスーツに、線路模様のオレンジのネクタイを締め、腰に丸めた白旗を差した金髪の男性がほとんどであった。が、『ミラー』からはオレンジの縁取りの灰色の繋ぎに、キャップと革手袋姿の整備士や、駅中央口脇の受付嬢―カウンタースタッフとして、灰色のジャケットとタイトスカート、アップにした髪にキャップを被った女性スタッフが登場し、主人公も駅滞在時には同じ服飾を勤務中に着用している。皆人当たりの良い、勤勉な人柄。主人公も墓守領滞在時には、美術館の女性スタッフとしてベージュのスーツ型制服に黒のヒールを着用している。
白の領土（Territory of White）
領主：クイン / 登場作品：スペード
大宗教団体と街で構成される領土。白亜の城の如く壮麗な本部は、教団自体がユニコーンをシンボルとしているため、団内の職員は皆首に小さなユニコーンをぶら下げている。男性は神父風、女性はシスター風の修道服。
黒の領土（Territory of Black）
領主：ハンニバル / 登場作品：スペード
領土奥にホテルとカジノが林立する土地。黒い軍服風の制服に身を包んだ男性構成員の多さが目に付く。

## 主題歌
全ての曲において、作詞は五月攻、作曲は鞠が担当。
- ハート
  - オープニングテーマ「Wonderful Wonder World」 - 歌：ヒサノ
  - エンディングテーマ「be in decline」 - 歌： 勝杏里、「Reminiscences」 - 歌：ヒサノ、「Day in Day out」 - 歌：ヒサノ（PS2版では「底なしの世界」 - 歌：且優矢、「賛美」 - 歌：QuinRose、「あなたに花を」 - 歌：ヒサノ）
- アニバーサリー
  - オープニングテーマ「Wonderful Wonder World〜Anniversary〜」 - 歌：ヒサノ
  - エンディングテーマ「サンシャイン」 - 歌：ヒサノ、「不思議なことに」 - 歌：QuinRose、「潤す一滴」 - 歌：ヒサノ
- おもちゃ箱
  - オープニングテーマ「Wonderful Wonder World〜TOY BOX〜」 - 歌：ヒサノ
  - エンディングテーマ「ハロウィンの街」　歌 - QuinRose
- ツイン
  - オープニングテーマ「Wonderful Wonder World -Twin-」 - 歌：ヒサノ
  - エンディングテーマ「Stormy Dream」 - 歌：ヒサノ

## 電子書籍版
【絵ノベル】新装版　ハートの国のアリス
パピレスでゲームのシナリオを絵ノベルという形態にした電子書籍が配信されている。発行はPOPノベルス。ストーリーは選択肢を排除したルートごと「ブラッド」「エース」「ディー＆ダム」「エリオット」「ビバルディ」「ペーター」「ゴーランド」「ボリス」「ユリウス」「ナイトメア」の10人、19個の物語に分かれていて、基本的に各編全て独立した作品だが、各ストーリーごとに重複する部分がある。ナイトメア以外の各キャラクターにはHOMEルート（同じ場所に住んでいるとき）とVISITORルート（違う場所に住んでいるとき）の2種類のシナリオがある。VISITORルートは序盤がタイトルキャラクターとは別のキャラのお話からスタートし、その後タイトルキャラクターのストーリーになる構造となっている。

## CD
全ての曲において、作詞は五月攻、作曲は鞠が担当。

### イメージアルバム
- Eternal Alice エターナル・アリス
  1. Wonderful Wonder World - 歌:ヒサノ
  2. Reminiscences - 歌:ヒサノ
  3. Day in Day Out - 歌:ヒサノ
  4. be in decline - 歌:勝杏里
  5. Play by the Rules - 歌:ヒサノ
  6. Star and Dance - 歌:ヒサノ
  7. Correct Direction - 歌:ヒサノ
  8. Song of Love -Alt Lyrics- - 歌:宮田幸季
  9. 近くて遠く - 歌:ヒサノ
  10. An Excuse - 歌:ヒサノ
  11. Alice's Dream〜ハートの国のアリスBGM MIX〜
  12. Reminiscences -Alt Lyrics- - 歌:平川大輔
  13. Song of Love - 歌:ヒサノ

### ドラマCD
- ハートの国のアリス ラジオドラマCD 全4巻
- ラジオの国のアリス〜Wonderful Wonder Radio〜 ラジオドラマCD 全3巻

## 関連書籍

### 漫画
- マッグガーデン発行（月刊コミックブレイドアヴァルスにて連載）
  - ほしの総明作画
    - ハートの国のアリス〜Wonderful Wonder World〜
      1. ISBN 978-4861275173（2008年7月10日）
      2. ISBN 978-4861275807（2009年1月10日）
      3. ISBN 978-4861276323（2009年6月10日）
      4. ISBN 978-4861276835（2009年12月10日）
      5. ISBN 978-4861277412（2010年6月10日）
      6. ISBN 978-4861277986（2010年12月15日）

  - 彩景でりこ作画　 篠月あうる構成
    - ハートの国のアリス〜My Fanatic Rabbit〜
      1. ISBN 978-4861278020（2010年12月15日）
      2. ISBN 978-4861278853（2011年8月12日）
- 栗原あおい作画　一迅社発行（ゼロサムオンラインにて連載中）
  - ハートの国のアリス　恋する茨の迷宮 ISBN 978-4758058001（2013年3月25日）

#### アンソロジーコミック
- 一迅社発行　藤丸豆ノ介 作画
  - アニバーサリーの国のアリス〜時計屋〜 ISBN 978-4758054935（2010年3月25日）
- 一迅社発行（QuinRose携帯サイトにて連載）
  - 佐倉リコ作画
    - ハートの国のアリス〜帽子屋と深夜のお茶会〜
      1. ISBN 978-4758055710（2010年12月25日）
      2. ISBN 978-4758056281（2011年7月25日）

  - 恋愛おとぎ話
同社の他作品『アラビアンズ・ロスト』『クリムゾン作品二作』も含むアンソロジー
    - 恋愛おとぎ話〜Toy Box〜　藤丸豆ノ介作画 ISBN 978-4758054294（2009年8月25日）
    - 恋愛おとぎ話〜ハッピー・アソート〜　アツキ緑化作画 ISBN 978-4758054737（2009年12月25日）
    - 恋愛おとぎ話〜ショコラ・ドラジェ〜　茶々屋トネ作画 ISBN 978-4758054911（2010年2月25日）
    - 恋愛おとぎ話〜ローズ・プティクール〜　カワハラ恋作画 ISBN 978-4758054959（2010年3月25日）
    - 恋愛おとぎ話〜シャンパン・カーニバル〜　S.濃すぎ作画 ISBN 978-4758055222（2010年6月25日）
- 宙出版発行（ミッシィコミックス）
  - 藤丸豆ノ介 作画
    - アリスin Junk Box〜藤丸豆ノ介アリスシリーズ短編集〜 ISBN 978-4776737230（2014年3月22日）
    - ハートの国のアリス〜時計ウサギと午後の紅茶を〜前編 ISBN 978-4776737711（2014年7月19日）
    - ハートの国のアリス〜時計ウサギと午後の紅茶を〜後編 ISBN 978-4776740810（2015年8月11日）

  - 神門佑哉作画
    - 猫と初恋時間　ハートの国のアリス〜Wonderful Wonder World〜 ISBN 978-4776737247（2014年3月22日）

  - 浅井西作画
    - 恋と嵐と花時計　ハートの国のアリス〜Wonderful Twin World〜 ISBN 978-4776737704（2014年7月19日）

  - 浅山メラコ作画
    - ギニーピックと星夜の楔　ハートの国のアリス〜Wonderful Twin World〜 ISBN 978-4776737698（2014年7月19日）

  - 猫之あんよ作画
    - 恋の卵は転がり落ちて　ハートの国のアリス〜Wonderful Twin World〜 ISBN 978-4776738930（2014年12月19日）

### 小説
- 講談社X文庫ホワイトハート発行
  - 魚住ユキコ著
    - ハートの国のアリス〜The Scent of Roses〜 ISBN 978-4062865142（2008年2月5日）
    - ハートの国のアリス〜The Wind of Midnight〜 ISBN 978-4062865579（2008年7月4日）
    - ハートの国のアリス〜Memories of the Clock〜 ISBN 978-4062865678（2008年11月5日））
    - ハートの国のアリス〜Sunny Day Sunday〜 ISBN 978-4062866880（2011年7月1日）

  - 藤丸豆ノ介作画　市川しんす著
    - ハートの国のアリス〜迷える恋の冒険〜 ISBN 978-4062868167（2014年4月3日）
- 一迅社文庫アイリス発行、文月ナナ作画
  - 小牧桃子著
    - ハートの国のアリス〜時計仕掛けの騎士〜 ISBN 978-4758040174（2008年7月19日）

  - 館山緑著
    - ハートの国のアリス〜ローズ・ティーパーティ〜 ISBN 978-4758040495（2009年2月20日）
    - ハートの国のアリス〜ドリーム・ワーカー〜 ISBN 978-4758042512（2011年07月20日）
    - ハートの国のアリス〜リドル・オブ・キャット〜 ISBN 978-4758042765（2011年11月19日）
    - おもちゃ箱の国のアリス〜ラヴァーズ・オア・ライアー〜 ISBN 978-4758043281（2012年5月19日）

### その他
- エンターブレイン発行
  - ハートの国のアリス〜Wonderful Wonder World〜 公式ビジュアルファンブック ISBN 978-4757736559（2007年7月2日）
- 宙出版発行
  - Wonderful Wonder Book　Alice Archives　RedCover ハート&クローバー&ジョーカーの国のアリス 公式副読本 ISBN 978-4776795643（2010年2月10日）
  - Wonderful Wonder Book　Alice Archives　Greencover〜ハート&クローバー&ジョーカーの国のアリス SS&イラスト集〜 ISBN 978-4776795681（2010年5月10日）
  - 新装版ハートの国のアリス〜Wonderful Wonder World〜 公式ビジュアルファンブック ISBN 978-4776796299（2013年11月22日）
アニメイトでは有償ドラマCD、ステラワース・とらのあな・アニメガではオリジナルブロマイドなどが購入時に店舗特典として付属。
  - ハートの国のアリス〜Wonderful Twin World〜 公式ビジュアルファンブック ISBN 978-4776796381（2014年7月19日）
各店舗別の購入特典に加え、発売日と同時開催のグッズフェアではブロマイドやサイン色紙が購入時に付属。

## 劇場版アニメ
2011年にQuinRoseの公式サイトにて劇場版の製作が発表され、2011年7月30日に公開された。公開劇場は全国8箇所の小規模公開。劇場版ならではのオリジナルストーリーが描かれ、ゲームをプレイした人はもちろん、プレイしていない人でも楽しめる内容となる。
限定前売券には劇場版とアニメイト版でそれぞれオリジナルドラマCDが付属。来場者全員特典としてブックレットをプレゼント。リピートキャンペーンとして半券2枚提示で特製トランプをプレゼント。
キャッチコピーは「心（ハート）を奪われたら、帰れない。」。

### スタッフ
- 原作・監修・キャラクター原案 - QuinRose
- 監督・絵コンテ・演出 - 大庭秀昭
- 企画・脚本 - 五月攻
- キャラクターデザイン・総作画監督 - 原修一
- コミカライズ・劇場版デザイン - 藤丸豆ノ介
- 作画監督 - 服部憲知、柴田志朗、野崎麗子、小倉典子、牧内ももこ
- 美術監督 - 鈴木路恵
- 美術設定 - 平澤晃弘
- 色彩設計 - 大塚奈津子
- 撮影監督 - 増元由紀大
- 編集 - 吉武将人
- 3DCG監督 - 真田竹志
- 音楽制作 - 鞠
- 音響演出 - 西村智博
- プロデューサー - 大橋豊、曽根孝治
- アニメーション制作 - 旭プロダクション
- 製作 - QuinRose/アートムーヴ
- 配給 - クロックワークス

### 主題歌（劇場版）
- オープニングテーマ「Wonderful Wonder World」 - 歌：ヒサノ / 作詞：五月攻 / 作曲：鞠
- エンディングテーマ「迷宮の万華鏡」 - 歌：QuinRose / 作詞：五月攻 / 作曲：鞠

## ミュージカル
ミュージカル 『ハートの国のアリス』（ハートのくにのアリス）のタイトルで、2015年2月4日〜11日までスペース・ゼロにて公演。全10公演の舞台では毎回主人公の相手キャラクターをブラッド、エース、ボリス、ナイトメア、ユリウス、ペーター、エリオットが交替で務め、それによって変化するエンディングが7通り用意された（ブラッド、エース、ボリス回のみ2回ずつ公演）。後にニコニコ動画でも配信。
2015年6月24日に発売されたDVDには本編公演のほか全7マルチエンディング、キャストインタビューやバックステージの模様などが収録されている。また同年8月1日開催のDVD発売記念イベントでは本編未収録のカーテンコール集などを収録したイベント限定ファンディスクが販売された。
2016年1月16日から24日に、ミュージカル『ハートの国のアリス〜The Best Revival〜』として、スペース・ゼロで再演。一部演出をリメイク、更に新曲も追加される。

### スタッフ
- 演出 - 吉谷光太郎
- 脚本 - 桜木さやか

### キャスト
- アリス＝リデル - 松本妃代
- ブラッド＝デュプレ - 吉岡佑
- エリオット＝マーチ - 磯貝龍虎
- トゥイードル＝ディー - 桝井賢斗（2015年）、水澤賢人（2016年）[6]
- トゥイードル＝ダム - 櫻井圭登
- ビバルディ - 石井美絵子（2015年のみ。2016年も出演を予定していたが急病の為降板、代役に小菅理菜）
- ペーター＝ホワイト - 尾関陸（2015年）、秋元龍太朗（2016年）[6]
- エース - 碕理人
- メリー＝ゴーランド - 林野健志
- ボリス＝エレイ - 小西成弥
- ユリウス＝モンレー - 成松慶彦
- ナイトメア - 髙﨑俊吾
- 他（2015年） - 山田諒、吉田邑樹、橋本顕、西條ゆかり、松原永奈、下村彩、村田綾野
- 他（2016年）- 山田諒、吉田邑樹、橋本顕、下村彩、村田綾野、佐治采佳、中野みほ、渡壁りさ